# Hebdo Musique Mag
 (avril 2013).
Si vous disposez d'ouvrages ou d'articles de référence ou si vous connaissez des sites web de qualité traitant du thème abordé ici, merci de compléter l'article en donnant les références utiles à sa vérifiabilité et en les liant à la section « Notes et références ».
 (avril 2013).
Hebdo Musique Mag, anciennement Planète Musique Mag, est une émission diffusée depuis le 24 septembre 2011 sur France 2, chaque samedi à 10 h 50.
Elle fut présentée par Thomas VDB de septembre 2011 à janvier 2013, puis par Patrice Boisfer du 12 janvier 2013 au 23 juin 2013.

## Concept
Ce magazine musical hebdomadaire de la chanson française et des productions francophones propose des reportages sur les artistes sur les succès du moment, ainsi que des informations exclusives, les buzz, la sélection de la rédaction et un live exceptionnel par émission.